# 延建省

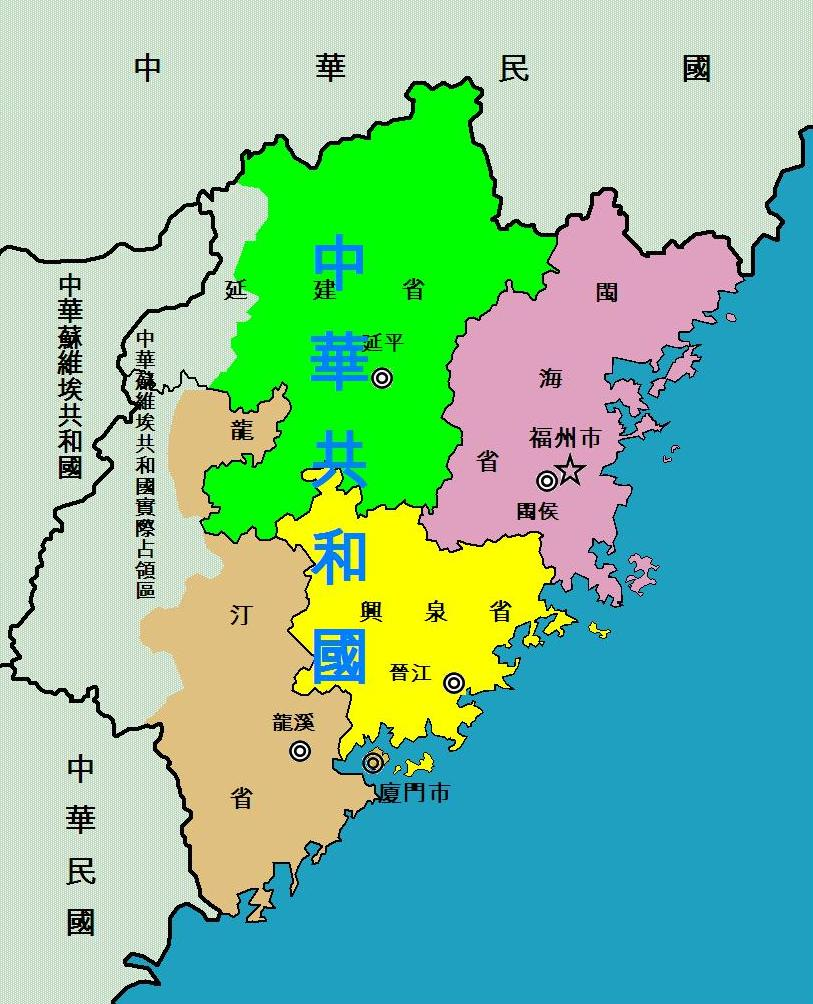
中华共和国地图，绿色为延建省

延建省是1933年至1934年闽变时期中华共和国的四个省份之一，其辖境在今天的中华人民共和国福建省西北部，省会延平（南平县），下辖16县，分别为南平、沙县、将乐、顺昌、永安、尤溪、建瓯、建阳、崇安、浦城、松溪、政和、邵武、光泽、泰宁、建宁，其境域大致相当于今日的南平地区和三明部分地区。延建省在成立之初称作闽上省，1933年12月正式定名为延建省。省长萨镇冰、副省长郭冠杰。1934年，随着中华共和国被南京国民政府消灭，延建省被取消建置。